# Івано-Франківський національний академічний драматичний театр імені Івана Франка
Івано-Франківський національний академічний драматичний театр імені Івана Франка (Франківський драмтеатр) — створений 20 грудня 1939 року. До 1980 театр перебував у будинку театру імені Станіслава Монюшка (обласної філармонії).
29 серпня 2008 року театру присвоєно звання «академічний». 18 лютого 2019 року указом Президента України театру надано статус національного.
Директор-художній керівник — народний артист України Ростислав Держипільський.

## Про театр
Івано-Франківський академічний український драматичний театр ім. Івана Франка — перший на Прикарпатті професійний український театр (заснований у грудні 1939 р.).
Від самих початків Івано-Франківський театр став помітним мистецьким явищем на театральній карті України. [джерело не вказане 2343 дні]
Історія Івано-Франківського театру багата безпрецедентними творчими вибухами та яскравими сторінками. Це колектив, якому завжди вдається залишатися в авангарді. [джерело не вказане 2343 дні]

## Історія
У грудні 1939 р. виставою «Платон Кречет» О. Корнійчука розпочав свій перший театральний сезон Станіславський музично-драматичний театр ім. І. Франка. Це був перший на Прикарпатті професійний український театр, створений на базі мандрівних театрів Галичини, що діяли в області під орудою директорів С. Крижанівського, Р. Войновича, Івана Когутяка, Ю. Кононіва.
Офіційне існування розпочав 20 грудня 1939 року з затвердженням постанови «Про організацію театрів, музичних колективів, будинків народної творчості і театральних музичних закладів у Львівській області, Дрогобицька область, Волинська область, Рівненська область, Станіславська область і Тернопільська областях».
У 1959—1996 рр. колектив очолював заслужений артист України Є. Гречук.
Яскрава сторінка у творчості театру пов'язана з іменем народного артиста України Віталія Смоляка. Актор, режисер, головний режисер театру з 1968 по рр., самобутній майстер сцени, чудовий педагог, який зростив не одне акторське покоління. Його вистави: «Украдене щастя» І. Франка, «Бравий солдат Швейк» за Я. Гашеком, «Сестри Річинські» І. Вільде та ін. У 2002 р. встановлена обласна премія в галузі театрального мистецтва ім. В.Смоляка, і першими її лауреатами стали його учні — народні артисти України Ж. Добряк-Готв'янська та О. Шиманський.

## Театр сьогодні
У 2008 році з приходом до керівництва театру з.а. України Ростислава Держипільського театр отримує звання «академічний». За десять років під його керівництвом колектив тримає високу планку одного з кращих театральних колективів України. Реформи, що їх впровадив у дію Р. Держипільський — повне оновлення репертуару, налагодження співпраці з провідними режисерами України, впровадження копродуктивної форми співпраці з колективами інших театрів України, пильна увага до піар-діяльності, курс на підкорення європейського театрального простору — дуже швидко дали свої плоди. Театр стає місцем паломництва пошановувавачів з інших міст України та світу і улюбленим місцем відпочинку франківців.
Прем'єра драми за романом Марії Матіос «Солодка Даруся» (режисер Р. Держипільський) у 2008 році приваблює до Івано-Франківська провідну українську театральну критику, і ця цікавість з роками тільки зростає, адже вистави оновленого репертуару відповідають найсучаснішим тенденціям та одночасно зберігають кращі риси національного мистецтва. Художнє керівництво та творчий колектив знаходяться у постійному пошуку нових шляхів мистецького діалогу з глядачем, нового співзвучного часу драматургічного матеріалу та нових форм його втілення.

## Знакові вистави театру
Драма «Солодка Даруся» (16 листопада 2008, реж. Ростислав Держипільський, за однойменним романом Марії Матіос) — вистава, з якої розпочалася новітня історія Франківського драмтеатру. З цією виставою колектив театру здійснює гастролі за океаном: було відвідано 5 міст США (Нью-Йорк, Нью-Джерсі, Філадельфія, Клівленд, Чикаго), 3 міста Канади (Оттава, Монреаль, Торонто), а також міста Польщі, Німеччини (Мюнхен) та Італії (Рим). Ключовим фактором успіху драми «Солодка Даруся» є її унікальна естетика — поєднання непересічних режисерських рішень та пісенної режисури лауреата Національної премії України ім. Т. Г. Шевченка Наталії Половинки. Атмосфера побуту мешканців села Західної України у 1940-х роках передана у властивій режисеру Ростиславу Держипільському манері — з використанням широких філософських узагальнень та символізму. А стилістичний аскетизм виражальних засобів та реверсний порядок оповіді ще більше посилюють експресивність вистави.
Феєрія-бурлеск «Енеїда» (2014, реж. Ростислав Держипільський) — модернова інтерпретація шедевру Івана Котляревського — вистава про Україну сьогодні. За формою, це яскравий приклад ігрового театру, що створюється тут і зараз. На сцені одночасно знаходяться 25 акторів, які входять в різні ролі прямо на очах у глядача. Вистава являє собою потужний «броунівський рух» в аскетичному просторі сцени, виразність підсилює пластика тексту і тіла (пластичне рішення — Ольга Семьошкіна) та відеомаппінг (VJ Group Cube) на монохромному тлі єдиної декорації, що перетворюється то на бурхливе море, то на рай чи пекло… Це масштабне, потужне і динамічне дійство, в якому події розвиваються від безтурботної гротескної комедії до великої трагедії сучасності.
Соціальна драма «Кастинг, або Хто хотів люстрації?» (2014, реж. Андрій Кирильчук) — відверта і провокативна вистава про соціальний відбір (16+), володар Гран-Прі фестивалю театрів «Молоко». Вистава, яка не дає відповідей, але ставить запитання: На що ми готові піти заради бажаних благ? Де межа, за якою починається компроміс із совістю та гідністю? На які приниження готова йти людина заради того, щоб бути відібраною до «топ» суспільства? Особливістю вистави є те, що дійові особи говорять двома мовами: російською та українською. За допомогою такого інструменту як мова, режисер демонструє притаманну людині схильність робити вибір на користь масового і модного. Ситуація двомовності в Україні історично існувала не одне століття: польська це була мова, чи російська, чи якась інша — заради отримання вищого статусу суспільство завжди обирало «привладну» мову. Ця проблема, на думку режисера, є гострою у нашому суспільстві і тепер. Вистава вражає поєднанням легкого розважального сюжету з гостротою одкровення про тотальний контроль і особисту відповідальність кожного за все, що відбувається довкола.
Театральний артпроєкт «Оскар і Рожева пані» (2015, реж. Ростислав Держипільський) — один з прикладів успішного поєднання сучасної режисури, відео-проєкції (відео-маппінгу), музики та фотомистецтва, метою якого є сприяння розвитку паліативної допомоги невиліковно хворим дітям в Україні. Проєкт є володарем театральних і благодійних премій, зокрема, переможцем у номінації «Благодійна акція року» Національного конкурсу «Благодійна Україна» (2015 р.), Лауреатом премії «Дзеркало сцени» (2016 р.) та володарем Київської Пекторалі у номінації «Подія Року» (2016 р.). Автори проєкту: актриса, заслужена артистка України Ірма Вітовська та режисер, народний артист України Ростислав Держипільський. У команді проєкту також: композитор і виконавець Святослав Вакарчук, художники Андрій Ярмоленко, Микита Тітов, Олексій Березюк та відомий хореграф Ольга Семьошкіна.
НеоОпера-жах «HAMLET» (2017, реж. Ростислав Держипільський) — один із прикладів впровадження Франківським драмтеатром інноваційних театральних форматів. Для цієї вистави було відкрито нову непересічну локацію — сцену-підвал, розташовану у колишній машинній залі в підвальному приміщенні театру, де місця для глядачів побудовані на зразок глядацької зали шекспірівського театру «Глобус». «HAMLET» — це експериментальне поєднання авангардної режисури, синтезу музичних стилів (композитори Роман Григорів та Ілля Разумейко), сучасного текстового звучання (переклад Юрія Андруховича), оригінальної локації і декорацій, незвичних персонажів, унікального акторського ансамблю та музикантів з усієї України. Вистава була двічі з тріумфом представлена на Міжнародному шекспірівському фестивалі у Гданську.
Драма «На західному фронті без перемін» (2017, реж. Олексій Гнатковський) — це перша в Україні сценічна версія (інсценізація) однойменного роману Е.-М. Ремарка і перша режисерська робота відомого актора, заслуженого артиста України Олексія Гнатковського. Вистава насичена метафорами, особливу динаміку створює періодичне чергування кумедних та драматичних мізансцен. Ще однією характерною особливістю вистави є її інтерактивний формат (улюблений прийом актора і режисера Олексія Гнатковського) — глядачі вистави з самого початку в прямому сенсі стають активними учасниками подій, які відбуваються не лише на сцені, а й у глядацькій залі (передають їжу солдатам, відповідають на запрошення юних солдатів до танцю).

## Відомі актори
У різні часи тут творили: В. Гаккебуш, заслужений артист України Г. Лаврик, народний артист України В. Нестеренко, народний артист України В. Смоляк, М. Станіславський, народний артист України М. Равицький, народний артист України В. Остафійчук, заслужений артист України Д. Чайковський; актори: заслужений артист України І. Базилевич, заслужений артист України П. Бобров, дуже шанована і улюблена всіма заслужений артист України Оксана Затварська, заслужений артист Л. Іванова, заслужений артист України В. Мельник, відома драматична акторка Галицької сцени Марія Слюзар, заслужений артист України Ю. Шиманський, Є. Нікітченко, заслужена артистка України О. Чернявська, народний артист України М. Кавуненко, народний артист України С. Романюк, народна артистка України Х. Фіцалович, народна артистка України Тереза Перета, Ф. К. Гловацький;Засл. арт. УРСР (1990) Лапко Роман Васильович. Режисер-постановник — Орест Пастух.
Художники: заслужений діяч мистецтв Якутської АРСР М. Зелінський, О. Дольц, заслужений діяч мистецтв Д. Нарбут; заслужений артист України М. Драк, головний художник Олександр Семенюк; заслужений художник України Вододимир Сидорук, головний художник Олеся Головач.
Композитори та диригенти: Я. Барнич, В. Затварський, І. Фіцалович, В. Сидорак, А. Ремезов, Б. Ткачук.
Балетмейстери: В. Петрик, Я. Чуперчук.
Жива історія сьогоднішнього театру — народні артисти України Ростислав Держипільський, Олександр Шиманський, Жанна Добряк-Готв'янська; заслужені артисти України Олексій Гнатковський, Галина Баранкевич; актори Олексій Лейбюк та інші. Головний художник — Олеся Головач.